# Serge Amani
Serge Amani, né le 11 mars 1980 à Bafoussam, est un écrivain, journaliste et philanthrope camerounais. Il est l'auteur de plusieurs romans et recueils de poèmes. Il est le fondateur de l'association Sos enfants du vent.
Il publie son premier ouvrage, Les enfants du Vent: "témoignage d'un enfant naturel", à la suite du procès contre son père en 2003. Cette même année, il fonde l'association Sos enfants du vent qui a pour mission d'apporter un meilleur cadre aux enfants abandonnés. C'est par cet engagement social  qu'il marque ses débuts d'écrivain.

## Œuvres
- Les enfants du Vent: "témoignage d'un enfant naturel", Cognito, 2003, 150p,  (ISBN 9789956412006)[3].
- Les 36 conseils secrets de Fotso Victor, Cognito, 2006,  (ISBN 9956412058)[4].
- Le fils du tueur en série, Edilivre, 2007, 64p,  (ISBN 9782917135631).
- Une famille d'enfer, Edilivre, 2008, 39p,  (ISBN 9782356073877).

- Guerre civile, Edilivre, 2008, 82P,  (ISBN 9782356073846).
- Vérité sur la race noire et sur l'Afrique: monument à la gloire de l'esclavage[5], Edilivre, Paris, 2008, 64p,  (ISBN 9782356074652).
- Les guerriers de la  puissance, Polynords, 152p.